# بیل میلر (ورزشکار دو و میدانی)
بیل میلر (انگلیسی: Bill Miller؛ ۱ نوامبر ۱۹۱۲ – ۱۳ نوامبر ۲۰۰۸) پرش با نیزه اهل ایالات متحده آمریکا بود.